# Districte d'Anand
El districte d'Anand és una divisió administrativa del Gujarat, a l'Índia. La capital és Anand. El districte es va formar per segregació del districte de Kheda el 1997. Té una població d'1.856.872 habitants (2001) i una superfície de 2.951 km². Es va formar el 1997 amb quatre talukes que en aquest any es van dividir i se'n van formar 8:
- Anand,
- Umreth
- Petlad
- Sojitra
- Borsad
- Anklav
- Khambat
- Tarapur

El districte inclou 358 viles i pobles i 10 ciutats.

## Referència
Districte d'Anand Arxivat 2004-07-11 a Wayback Machine.